# Stadio Ferruccio Corradino Squarcia
Lo stadio Ferruccio Corradino Squarcia (o Campo dei Giochi) è un impianto sportivo di Ascoli Piceno situato nel centro storico della città, tra il forte Malatesta e la chiesa di San Vittore. Ospita ogni anno, il torneo cavalleresco della Quintana nei mesi di luglio e agosto e il concorso ippico “Città di Ascoli” nel mese di settembre.

## Storia

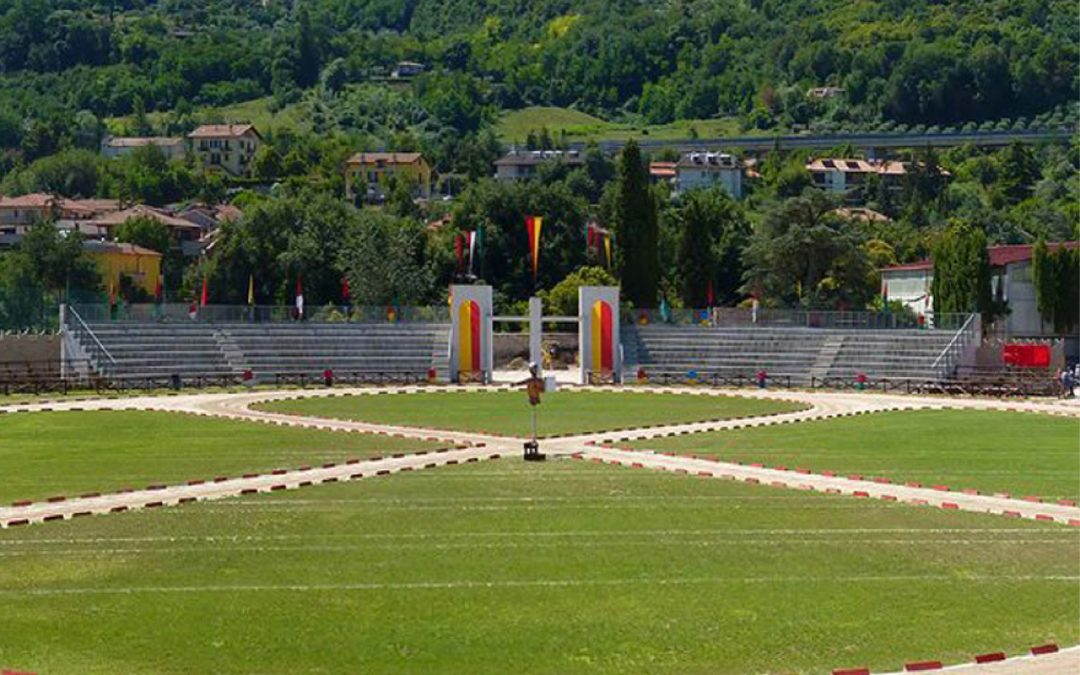
Lo stadio “Squarcia” in una immagine al suo interno

Come primo stadio della città di Ascoli fu costruito nel 1925, di fronte al forte Malatesta, per ospitare le partite della società calcistica dell'Ascoli, all'epoca denominata Unione Sportiva Ascolana.
Fu progettato dagli ingegneri Arturo Paoletti e Giuseppe Viccei e inaugurato nel 1926 con una partita di calcio tra la squadra ascolana e la Lazio.
Inizialmente prese il nome di "Comunale dei Giardini" perché situato vicino ai giardini pubblici. Solo successivamente fu intitolato all'ascolano Ferruccio Corradino Squarcia, calciatore, giornalista e militare caduto nella guerra civile spagnola e decorato con la medaglia d'oro postuma.
Lo Squarcia rimase lo stadio dell'Ascoli fino al 1962, quando fu sostituito dal nuovo impianto realizzato dal Comune di Ascoli nella zona nord della città. Nel 2009 fu quasi del tutto ristrutturato.
Dal 1955 ospita il torneo cavalleresco della Quintana e dal 2023 il concorso ippico "Città di Ascoli". Per vari decenni, fino al 2010 circa, ha ospitato il calcio dilettantistico.

## Descrizione
È composto, a ovest da una tribuna coperta, in cemento armato completamente sospesa, a cui vanno aggiunte due tribune in ferro in entrambi i lati, a est il settore "Prato", anch'esso in ferro. Mentre a nord e a sud ci sono due settori (tipo curve) in cemento armato di forma emiciclica. La gradinata sud, realizzata dopo la ristrutturazione e l'ampliamento del 2009 contiene circa 1.400 posti ed è di solito destinata ai figuranti della rievocazione storica.

## Eventi principali

### Torneo cavalleresco della Quintana
Il torneo cavalleresco della Quintana è la manifestazione che sin dal medioevo rappresenta il principale momento civile nell'ambito dei festeggiamenti in onore del Patrono. Si svolge la prima domenica di agosto ed è preceduta da un corteo storico con circa 1.400 figuranti con costumi d’epoca. Quando la sfilata è giunta al Campo dei Giochi ha inizio la giostra cavalleresca nella quale i sei cavalieri rappresentanti dei sestieri si contendono il palio. L'intero cerimoniale è basato su antichi statuti del 1377 e che si rinnova nella sua edizione contemporanea dal 1955 senza interruzioni. A partire dal 1993, si è aggiunta una seconda edizione, che si svolge in notturna il secondo sabato di luglio.

### Concorso ippico “Città di Ascoli”
La manifestazione consiste in un concorso ippico nazionale per il Master A6*, evento speciale FISE (Federazione Italiana Sport Equestri), incentrato sulla disciplina del salto ostacolo. Organizzato e promosso dalla nuova società sportiva BB Equestrian SSD a.r.l. con il supporto della FISE e di enti istituzionale, si svolge dal 2023 nel mese di settembre allo stadio "Squarcia".